# علی‌اصغر وصالی
علی‌اصغر وصالی طهرانی‌فرد (۱۵ مهر ۱۳۲۹–۲۸ آبان ۱۳۵۹) معروف به «اصغر وصالی»، چریک و نظامی ایرانی بود که در ماه های آغازین جنگ ایران و عراق، فرماندهی گروه دستمال سرخ ها را عهده‌دار بود. 
او در محلهٔ دولاب تهران به دنیا آمد و در ۲۸ آبان ۱۳۵۹ در تنگه حاجیان کشته شد.

## زندگی
وی در سال‌های جوانی در ارتباط با سازمان مجاهدین خلق ایران قرار گرفت و از ایران خارج شده و دوره‌های چریکی را در میان مبارزان فلسطینی طی کرد. سپس به ایران آمد و زندگی مخفی خود را در ارتباط با سازمان مجاهدین خلق ایران شروع کرد. اما سرانجام توسط عوامل رژیم پهلوی بازداشت شد. وصالی طهرانی‌فرد در ابتدا به اعدام و بعد با یک درجه تخفیف به حبس ابد محکوم شد ولی بعد از مدتی حکم تغییر کرد و به ۱۲ سال حبس تقلیل یافت. در نهایت در اواخر سال ۱۳۵۶ بعد از پنج سال و نیم حبس، از زندان آزاد شد. ضمن اینکه وصالی رابطهٔ سازمانی خود را نیز با سازمان مجاهدین خلق ایران قطع کرده و از این سازمان خارج شد. علی اصغر وصالی که فرزند یک چرخی زورخانه به نام حسن چرخی و خود اهل زورخانه بود در زندان به سبب تحمل شکنجه‌های ساواک به «اصغر پررو» ملقب شده بود. با پیروزی انقلاب اسلامی در سال ۱۳۵۷، علی اصغر وصالی انتظامات زندان قصر را تشکیل داد و در سال ۱۳۵۹ وارد تشکیلات نوپای سپاه پاسداران انقلاب اسلامی و از بنیان‌گذاران اصلی بخش اطلاعات سپاه شد و مدتی نیز فرماندهی بخش اطلاعات خارجی را بر عهده گرفت.
به جهت اینکه علاقه‌ای به کارهای اداری و ستادی نداشت؛ ستاد کل سپاه رها کرد و به جبهه غرب رفت و در عملیات‌های آزادسازی شهرهای پاوه و مهاباد و درگیری با نیروهای کومله حضور داشت.

## کشته شدن
نیروهای تحت امر علی اصغر وصالی به دلیل بستن دستمال سرخ بر گردن‌هایشان به «گروه دستمال سرخ‌ها» شهرت داشتند. دربارهٔ علت نامگذاری این گروه گفته شده: «پس از کشته شدن یکی از اعضای جوان گروه، همرزمانش به‌عنوان یادبود وی، تکه‌هایی از لباس سرخ او را بر گردنشان بستند و عهد کردند که تا گرفتن انتقامش، آن را از خود جدا نکنند.» روز تاسوعای سال ۱۳۵۹ (معادل بیست و هفتم آبان ماه) تصمیم گرفته شد عملیاتی برای روز عاشورا تدارک دیده شود. حوالی ظهر عاشورا، علی اصغر وصالی در تنگه حاجیان در نزدیکی گیلان غرب از ناحیه سر مورد اصابت گلوله قرار گرفت و پس از انتقال به بیمارستان اسلام‌آباد غرب و عمل جراحی مغز، بر اثر جراحت به مقام شهادت نائل آمد.
پیکر اصغر وصالی، در قطعه ۲۴ بهشت زهرای تهران در کنار برادرش به خاک سپرده شد.

## فیلم سینمایی چ
فیلم چ فیلمی ایرانی به کارگردانی ابراهیم حاتمی‌کیا و محصول سال ۱۳۹۲ می‌باشد. این فیلم داستان ۲ روز از زندگی «مصطفی چمران» به همراه علی اصغر وصالی را در پاوه به تصویر می‌کشد. بابک حمیدیان، نقش علی اصغر وصالی را در این فیلم به عنوان فرمانده پاسداران حاضر در شهر پاوه ایفا می‌نماید. بابک حمیدیان در این فیلم برنده سیمرغ بلورین بهترین بازیگر نقش مکمل مرد، در سی و دومین جشنواره بین‌المللی فیلم فجر شد.

## مستند دستمال سرخ‌ها
مستند «دستمال سرخ‌ها» به نویسندگی و کارگردانی «حنظله تاج‌الدینی رابری» و محصول سال ۱۴۰۰ می‌باشد. این مستند داستان علی تیموری، علی اصغر وصالی (فرمانده گروه) و گروه دستمال سرخ‌ها را به تصویر کشیده است. به گزارش مهر، این مستند اولین بار در چهاردهمین «جشنواره سینماحقیقت» به نمایش درآمد. اثر فرهنگی دیگر دربارهٔ زندگی‌نامه علی اصغر وصالی، کتابی با عنوان «او یک دستمال سرخ بود» می‌باشد که «علی‌رضا محمدی» آن را نوشته و انتشارات سوره مهر منتشر کرده است. در این کتاب به معرفی گروه دستمال سرخ‌ها و اعضای آن پرداخته می‌شود.